# Катедра по славянски филологии (Лодзки университет)
Катедрата по славянски филологии към Лодзкия университет е научно-дидактически орган, принадлежащ към структурата на Филологическия факултет на Лодзкия университет. Провежда изследвания и обучение в бакалавърската и магистърската степен в областта на славянската филология.

## Основна информация
Катедра по славянски филологии в Лодзкия университет
| Дата на създаване | 1995 г.                                                                     |
| Държава           | Полша                                                                       |
| Местоположение    | ul. Pomorska 171/173 (ул. „Поморска“ 171/173) 90 – 236 Łódź (90 – 236 Лодз) |
| Факултет          | Лодзки университет, Филологически факултет                                  |
| Ръководител       | dr hab. Ivan N. Petrov, prof. UŁ (проф. Иван Н. Петров)                     |

Катедрата по славянски филологии е създадена през учебната 1995/1996 година като част от Катедрата по история на полския език и славянска филология по инициатива на проф. Мария Каминска. Става отделна катедра през 1999 г., а през 2005 г. наименованието ѝ е променено от Катедра по славянски филологии на Катедра по южна славистика. От 1 март 2007 г. до 30 септември 2012 г. в рамките на Катедрата има три отдела: отдел по езикознание, отдел по литературознание, отдел по палеославистика и народна култура. През 2014 г. отново променя наименованието си - на Катедра по славянски филологии.
Първият ѝ ръководител е проф. Малгожата Коритковска. От 2012 до 2018 г. ръководител е проф. Георги Минчев. От 2018 г. длъжността заема проф. Иван Н. Петров.
Катедрата се намира в сградата на Филологическия факултет на Лодзкия университет на улица „Поморска“ 171/173 в Лодз.
Студентите не само научават два избрани славянски езика, но и опознават и придобиват задълбочени знания за историята, културата и литературата на славянските народи. Също така опознават духовната и народната култура на славяните и геополитическата ситуация на Балканите (и Чехия). В рамките на Катедрата действа Научен кръжок на славистите „Св. св. Кирил и Методий“.

## Преподаватели
- Стелиана Александрова
- Зофия А. Бжозовска
- Йижи Бичков
- Агата Глаз
- Агнешка Заторска
- Агата Кавецка
- Пьотр Крензел
- Марек Майер
- Саня Милетич
- Георги Минчев
- Иван Н. Петров
- Милияна Симонович
- Анна Стефан
- Малгожата Сковронек

## Сътрудници и докторанти
- Онджей Зайац – сътрудник
- Анджей Колонтай – сътрудник
- Ян Моравицки – докторант
- Роман Сахаров – докторант
- Аляксандра Трутнева – стажантка
- Яня Волмайер Лубей – сътрудник
- Лех Церан – докторант

## Бивши преподаватели и сътрудници
- Деян Айдачич
- Марчин Баньовски
- Калина Бахнева
- Катажина Беднарска
- Милош Буквалт
- Весна Буковец
- Анета Бурас-Марчиняк
- Бойка Бъчварова
- Янко Вуйнович
- Симеонка Велева
- Матея Гойкошек
- Зджислав Дараш
- Диляна Денчева
- Зоран Джерич
- Тереса Домбек-Виргова
- Богуслав Желински
- Маринко Зекич
- Марина Йоакимов
- Агнешка Кайм
- Ева Качмарска-Вилчинска
- Борис Керн
- Людмила Кирова
- Малгожата Коритковска
- Станислава Костич
- Любомира Краликова
- Агнешка Криж
- Александер Криж
- Владислав Крижя
- Юлия Мазуркевич-Сулковска
- Елена Неовеска
- Илия Пачев
- Милислав Савич
- Милияна Симонович
- Анна Сковрон
- Ядвига Собчак
- Далибор Соколович
- Ванда Стемпняк-Минчева
- Анна-Мария Тотоманова

## Научна дейност
Преподавателите в Катедрата по славянски филологии на Лодзкия университет провеждат изследвания в областта на славянската литература и езици. Освен това реализират научни проекти. Изследванията се съсредоточават върху:
- езикознанието
  - конфронтативното езикознание на славянските езици, включително анализа на преводите
  - изследванията на съвременния български, словенски, сръбски и чешки език
  - историята на славянските езици, славянската палеография;
- литературознанието
  - черковнославянската литература (предимно старобългарската)
  - съвременната литература на славянските народи;
- етнографията и културологията
  - народната и духовната култура на славяните
- глотодидактиката

В Катедрата се превеждат литературни текстове от различни епохи, работи на чуждестранни учени, а също така се редактират научни списания и издателски поредици. Преподавателите си сътрудничат с многобройни научни центрове в Полша и чужбина (включително в България).
Повече информация за актуалните субсидии и изследвания може да се намери на официалната интернет страница на Катедрата: http://slavica.uni.lodz.pl/granty/.

## Образователни степени
Катедрата предлага обучение в областта на славянската филология в две степени на образование (бакалавърска степен с продължителност три години и магистърска степен с продължителност две години). Студентите учат два от четири славянски езика: български, словенски, сръбски и чешки. По време на обучението си студентите опознават и историята, културата и литературата на славянските народи и по-важните въпроси от областта на славянската лингвистика.

## Научен кръжок на славистите „Св. св. Кирил и Методий“
Научният кръжок на славистите „Св. св. Кирил и Методий“ е основан през 1995 г., тоест няколко месеца след създаването на лодзката славистика. До днес кръжокът сдружава студентите и докторантите не само от специалността „Славянска филология“. Членове са хора, които се интересуват от езиците, културата и също така туризма на славянските държави, по-специално на България, Словения, Сърбия и Чехия.
Главните цели на кръжока са:
- разширяване на знанието за езиците, литературата и културата;
- научни изследвания и популяризация на науката;
- интегриране на студентите от специалността „Славянска филология“.

Кръжокът активно действа в социалните мрежи, включително във Фейсбук (https://www.facebook.com/knscyrylmetodylodz), а от 2021 година и в Инстаграм (@slawisci_lodz).